# 久留島通容
久留島 通容（くるしま みちかた）は、江戸時代後期の大名。豊後国森藩9代藩主。官位は従五位下・安房守。

## 略歴
8代藩主・久留島通嘉の三男として誕生。幼名は采女。
弘化3年（1846年）11月11日、父の死去により跡を継いだ。弘化4年12月18日、従五位下安房守に叙任する。財政再建を主とした藩政改革を目指して老臣・島宮内を登用し、倹約令を施行した。その他にも養鶏、養蚕、植林（植林から紙の原料を植栽して製糸業を起こした）などの政策を重視した。
しかし襲封4年後の嘉永3年（1850年）5月22日に40歳で死去したため、藩政改革は頓挫した。法号は良峰院。長男・通明が跡を継いだ。

## 系譜
- 父：久留島通嘉（1787-1846）
- 母：不詳
- 正室：田沼意留の娘 - のち離縁
- 生母不明の子女
  - 長男：久留島通明（1828-1868）
  - 次男：久留島通寛
  - 女子：花房職賀正室
  - 女子：山村良貴室